# Mugol
Mugol (ang. muggle) – określenie z cyklu powieściowego o Harrym Potterze angielskiej autorki J.K. Rowling, oznaczające osobę pozbawioną mocy magicznej oraz – najczęściej – nieposiadającą wiedzy na temat istnienia magicznego świata.
Termin ten stosowany jest w uniwersum przez czarodziejów brytyjskich, z kolei amerykańscy nazywają osoby takie „no-maj” (wym. nołmadż), co stanowi skrót od „no magic” (niemagiczny).

## Charakterystyka
W świecie stworzonym przez Rowling moc magiczna jest zjawiskiem noszącym znamiona cech genetycznych – dziecko dwojga mugoli najczęściej jest mugolem, podobnie jak dziecko, którego rodzice mają ciemne włosy, najczęściej ma ciemne włosy. Dziecko dwojga magicznych rodziców zwykle wykazuje magiczne umiejętności, choć zdarza się (rzadko), że w magicznej rodzinie rodzi się potomek praktycznie pozbawiony mocy, tzw. charłak (ang. squib). Zdarzają się także przypadki, kiedy w rodzinie mugolskiej rodzi się czarodziej.
W Harrym Potterze rozwinięta jest zawiła hierarchia formalnych, potocznych i derogatywnych terminów określających mniej lub bardziej magiczne pochodzenie postaci, co obrazuje tendencje w przedstawionym społeczeństwie, w szczególności klanów czystej krwi czarodziejów. Uważają za gorszego od siebie każdego, kto od kilku pokoleń wstecz ma wśród przodków mugola, a szczególnie osoby ze zdolnościami magicznymi urodzone w rodzinach mugoli (w ich terminologii wulgarnie nazywane są one szlamami). Ekstremalną formę tego sposobu myślenia prezentują śmierciożercy.
Autorka przyznaje, że podobieństwo dyskryminacji pod względem „czystości” krwi w magicznym świecie do nazizmu i dyskryminacji rasowej, śmierciożerców do nazistów i Ku Klux Klanu (nawet wizualne), a Voldemorta do Hitlera jest nieprzypadkowe, jednak ją samą zaskoczył stopień podobieństwa stosowanej przez nich hierarchii do tej stosowanej przez hitlerowców w czasie drugiej wojny światowej.

## Przedstawiciele

### Frank Bryce
Frank Bryce – dozorca domu Riddle’ów w Little Hangleton. Nadzorował ich ziemię, szczególnie trawnik. W 1943 został oskarżony o zamordowanie rodziny Riddle’ów. W rzeczywistości Riddlowie i ich syn Tom zostali zabici przez Toma Marvola Riddle’a, późniejszego Lorda Voldemorta. Jednak mugolska policja wypuściła Bryce’a, ponieważ nie było na ciałach zmarłych żadnych znaków, wskazujących na to, że zostali zabici. Mieli tylko przestraszony wyraz twarzy.
W 1994 Voldemort wrócił do domu Riddle’ów. Bryce odkrył Voldemorta i dowiedział się o planie zabicia Harry’ego Pottera. Kiedy wąż Nagini odkrył jak podsłuchuje pod drzwiami, Voldemort zabił go. Jednak podczas pojedynku Harry’ego i Voldemorta, ukazuje się Harry’emu duch Franka.
W filmie w jego postać wcielił się Eric Sykes, zaś w polskiej wersji głosu użyczył mu Andrzej Gawroński.

### Robert McGonagall
Wielebny Robert McGonagall – mąż Isobel i ojciec Minerwy, Malcolma i Roberta Juniora. Dorastał w Highlands, w Szkocji na początku XX wieku. Był prezbiteriańskim pastorem

### Tom Riddle senior
Tom Riddle (ur. 1905, zm. sierpień 1943) – mugol, który został uwiedziony przez Meropę Gaunt, za pomocą eliksiru miłosnego. Po pewnym czasie Meropa przestała mu podawać eliksir i Riddle uciekł do rodzinnego domu. W wiosce mówiono, że to była tylko chwilowa miłość. Meropa w tym czasie była w ciąży. Nosiła pod sercem przyszłego Lorda Voldemorta, urodzonego 31 grudnia 1926. Tom Riddle mieszkał w wielkim, bogatym domu, najbardziej okazałym w Little Hangleton, gdzie 17 lat później − w nocy w sierpniu 1943 − Tom został zamordowany wraz ze swoimi rodzicami przez swojego syna Toma Marvolo. Pochowano ich na cmentarzu w Little Hangleton. Mieszkańcy wioski nigdy nie wyjaśnili tajemnicy ich śmierci, gdyż klątwa Avada Kedavra nie zostawia śladów. Pięćdziesiąt dwa lata później, w dniu 24 czerwca 1995, na cmentarzu Voldemort użył kości swojego ojca, a także krwi Harry’ego i dłoni Glizdogona, aby się odrodzić.

### Tobiasz Snape
Tobiasz Snape – mugol, mąż Eileen Prince i ojciec Severusa Snape’a. Ze wspomnień Snape’a z 5 tomu można się dowiedzieć, że był mugolem i znęcał się nad swoją żoną. Severus prawdopodobnie nienawidził go.

### Państwo Granger
Państwo Granger (Heather Bleasdale w drugim filmie i Michelle Fairley w siódmym; Tom Knight w drugim filmie i Ian Kelly w siódmym) to mugole, będący rodzicami czarownicy Hermiony Granger. Pracowali jako dentyści. Do 1997 mieszkali w Wielkiej Brytanii. Przyjaźnili się z czarodziejską rodziną Weasleyów.
W 1997 Hermiona, chcąc wybrać się z Harrym i Ronem na poszukiwanie horkruksów, zmodyfikowała pamięć swoich rodziców tak, aby myśleli, że nazywają się Wendell i Monika Wilkinsowie, a ich życiową ambicją jest przeprowadzka do Australii. Chciała chronić matkę oraz ojca przed Śmierciożercami i ich szefem. Po zakończeniu drugiej wojny czarodziejów odnalazła ich i sprowadziła do Wielkiej Brytanii.

### Mary Riddle
Mary Riddle (nazwisko panieńskie nieznane) to matka Toma Riddle senior, żona Thomas Riddle i babcia przyszłego „Lorda Voldemorta”, zamordowana w sierpniu 1943 przez swojego wnuka, gdy ten miał 16 lat. Mieszkali w wielkim domu w Little Hangleton, gdzie Frank Bryce był ich ogrodnikiem.

### Thomas Riddle
Thomas Riddle to ojciec Toma Riddle senior, mąż Mary i dziadek przyszłego „Lorda Voldemorta”, zamordowany w sierpniu 1943 przez swojego wnuka, gdy ten miał 16 lat. Mieszkali w wielkim domu w Little Hangleton, gdzie Frank Bryce był ich ogrodnikiem.

### Państwo Evans
Państwo Evans to rodzice Petunii Dursley i Lily Potter, teściowie dla Vernona Dursley oraz Jamesa Potter, a także dziadkowie Dudleya Dursley i Harry'ego Pottera.
We wspomnieniach Snape’a – w siódmym tomie – byli entuzjastycznie nastawieni do magii i odprowadzili Lily na peron 9¾, na ekspress do szkoły.
Zmarli przed Halloween 1981, jak wspomniał Albus Dumbledore do Minerwy McGonnagall w pierwszym tomie.
Pojawili się w tle odbicia Zwierciadła AinEingarp, w tej samej części, jako pragnienie Harry'ego by mieć rodzinę.

### Ellen Umbridge z domu Cracknell
Ellen Umbridge z domu Cracknell to matka Dolores Jane Umbridge i była żona czarodzieja Orforda Umbridge’a.

## Mugolak
Mugolak (ang. Muggle−born) to termin, którym określa się czarodzieja lub czarownicę, którzy urodzili się z dwojga niemagicznych rodziców, mugoli. Ich magiczne zdolności nie wydają się znacznie dotknięte przez pochodzenie – w istocie, wielu mugolaków znajdowało się wśród najpotężniejszych czarownic i czarodziejów, tacy jak Hermiona Granger i Lily Evans. Liczba mugolaków w czarodziejskiej populacji wzrasta, kiedy to rody czystej krwi kurczą się w rozmiarach i liczbach.
W drugim tomie, na mugolaków padł blady strach gdy ktoś ponownie, po 50 letniej przerwie, otworzył Komnatę Tajemnic. Wypuścił z niej tym samym potwora, który miał za zadanie wyeliminować ich z nauczania magii. Psychoza została ukrócona w 1993 roku, gdy Harry Potter zabił Bazyliszka w samej komnacie.
W siódmym tomie, kiedy Lord Voldemort przechwycił kontrolę nad Ministerstwem Magii w lipcu 1997 roku mugolaki miały obowiązek zarejestrować się przez Komisję Rejestracji Mugolaków pod rządami Dolores Jane Umbridge. Polityczna propaganda żądała, aby mugolaki okazały się faktycznie mugolami, którzy ukradli magiczne zdolności od „prawdziwych” czarownic i czarodziejów, wspierana przez badania prawdopodobnie wykonywane przez Departament Tajemnic. Ministerstwo kontynuowało rozgłos poglądu wraz z dystrybucją kłamliwej propagandy. Komisja karała każdego, kto nie mógł dowieść, że ma magiczne dziedzictwo i przez ten rzekomy czyn zsyłali go do Azkabanu. Każdy, kto stawiał opór był zastraszany i prawdopodobnie obdarowywany pocałunkiem dementora. Zakończyło się to wraz z porażką Voldemorta w maju 1998 roku.
Przedstawiciele

### Mary Cattermole
Mary Cattermole (Kate Fleetwood) to żona Rega Cattermole.
W 1997 – w siódmym tomie – została wezwana na przesłuchanie związane z domniemaną kradzieżą różdżki przez Komisję Rejestracji Mugolaków. Uciekła dzięki pomocy Harry'ego Pottera i jego przyjaciół, zanim odebrano jej różdżkę i wyjechała za granicę z mężem i dziećmi, gdzie prawdopodobnie została, aż do pokonania Voldemorta.

## Szlama
Szlama (ang. mudblood) – negatywne określenie z cyklu książek J.K. Rowling o Harrym Potterze oznaczające osobę o zdolnościach magicznych urodzoną w rodzinie mugoli. Dzieje się tak, ponieważ w takiej osobie uaktywniają się zdolności magiczne po jakimś dawnym przodku (czarodzieju lub czarownicy) ze strony ojca lub matki. Zdarza się, że „szlamy” swoimi zdolnościami magicznymi przewyższają czarodziejów czystej krwi (Hermiona Granger).
Określenie „szlama” nie jest używane przez szanujących się czarodziejów, gdyż należy ono do wulgaryzmów.
Spór o szlamy
O szlamy wyniknął spór pomiędzy Salazarem Slytherinem a pozostałymi założycielami Hogwartu. Slytherin pragnął, by do szkoły uczęszczali tylko uczniowie czystej krwi. Nie chciał natomiast przyjmować czarodziejów z rodziny mugoli, gdyż uważał, że mają „brudną krew”. Spór zakończył się ucieczką Salazara ze szkoły. Zdążył on jednak zbudować Komnatę Tajemnic, w której umieścił potwora, Bazyliszka.
Ekstremalną wersję poglądu Slytherina wyznawali zwolennicy Voldemorta, Śmierciożercy. Uważali oni, że tzw. Szlamy, powinny być unicestwione.
Przeciwieństwem szlamy jest charłak.
Przedstawiciele obarczeni tym określeniem
- Hermiona Granger – Gryffindor
- Justyn Finch-Fletchley – Hufflepuff
- Lily Potter (Lily Evans) – Gryffindor
- Dean Thomas – Gryffindor

Bibliografia
- Harry Potter i Komnata Tajemnic[7]
- Andrzej Polkowski i Joanna Lipińska. Tezaurus Harry Potter I-VII s. 304-305,320[8]

## Charłak
Charłak (ang. squib) – w cyklu powieści Joanne Kathleen Rowling o Harrym Potterze osoba pochodząca z magicznej rodziny mająca znikome lub nie posiadające zdolności czarodziejskich. Charłaki jednakże, w przeciwieństwie do mugoli, mogą widzieć magiczne zjawiska i stworzenia, jak dementorzy. Widzą także magicznie ukryte miejsca takie jak Dziurawy Kocioł czy Hogwart. Narodziny charłaka to rzadkie wydarzenie i powód do hańby, jak w rodzinie Black szczycącej się z bycia familią czystej krwi czarodziejów. Ministerstwo Magii nie wymagało od nich rejestracji jako członków społeczności czarodziejskiej. Istnieją specjalne kursy dla charłaków (m.in. Wmigurok), które mają ich nauczyć magii, jednak ich działanie nie zostało potwierdzone. Według Muriel, ciotecznej babki Rona, charłaków zazwyczaj wysyła się do mugolskich szkół i zachęca do integracji w mugolski świat, co jest „o wiele lepsze niż szukanie dla nich miejsca w świecie czarodziejów, gdzie zawsze będą obywatelami drugiej klasy”. Bycie charłakiem nie eliminuje ze świata magicznego potomków, u których gen magiczny może się obudzić.
Przedstawiciele
- Argus Filch
- Arabella Figg
- daleki kuzyn Molly Weasley
- Marius Black – syn Violetty i Cygnusa Blacków, wydziedziczony z rodu
- Brat Dolores Jane Umbridge, syn Ellen Cracknell i Orforda Umbridge’a[5].

Osoby fałszywie posądzone o charłactwo
- Neville Longbottom – wuj Algie odkrył, że Neville nie jest charłakiem, kiedy wyrzucił go z okna, a on odbił się od drogi. Wcześniej rodzina sądziła, że moc u młodego Longbottoma nigdy się nie pojawi.
- Meropa Gaunt – była ona pogardliwie nazywana charłakiem przez ojca i brata, jednak jej magiczne talenty tamowane były tylko przez strach przed nimi; po odejściu od rodziny moc rozwinęła się u Meropy.
- Ariana Dumbledore – po dramatycznym wypadku z trzema mugolami Ariana nie była w stanie kontrolować swojej mocy, dlatego trzymano ją zamkniętą, rozpowszechniając plotkę, że to przez jej charłactwo.